# Alep Várdojávrre
Alep Várdojávrre, enligt tidigare ortografi Alep Vartojaure, är en sjö i Jokkmokks kommun i Lappland och ingår i Luleälvens huvudavrinningsområde. Sjön har en area på 0,105 kvadratkilometer och ligger 695 meter över havet. Alep Várdojávrre ligger i Sarek Natura 2000-område.

## Delavrinningsområde
Alep Várdojávrre ingår i det delavrinningsområde (744311-158338) som SMHI kallar för Mynnar i Stantarjåkkå. Medelhöjden är 872 meter över havet och ytan är 8,92 kvadratkilometer. Det finns ett avrinningsområde uppströms, och räknas det in blir den ackumulerade arean 40,02 kvadratkilometer. Sähkokjåhkå som avvattnar avrinningsområdet har biflödesordning 5, vilket innebär att vattnet flödar genom totalt 5 vattendrag innan det når havet efter 317 kilometer. Avrinningsområdet består mestadels av skog (38 %), sankmarker (10 %) och kalfjäll (48 %). Avrinningsområdet har 0,21 kvadratkilometer vattenytor vilket ger det en sjöprocent på 2,3 %.